# Francisco Gomes
Francisco Gomes Fernándes "Batata", llamado en otras fuentes Francisco Gómes Fernández y Francisco Gómez Fernández, y más conocido como Batata, (Fortaleza, Ceará, 3 de enero de 1943-Veracruz, 25 de abril de 2014) fue un entrenador y futbolista brasileño que jugaba en la demarcación de extremo derecho. Poseía un cañón en la pierna derecha que significó muchos goles para el equipo tiburón además de un buen dribbling. Formó la delantera de los Tiburones Rojos de mediados de los años 60 con el brasileño Mariano Ubiracy, el "Loco" José Luis Aussín, y Hugo Frank. En los años 70s, con el sistema de juego 4-3-3, siguió de extremo derecho completando la delantera con Paulo Matta y Pedro Damián. Fue esencial con su juego, cuando en la temporada 1971-72 el equipo fue enviado a la liguilla por no descender, siendo artífice del triunfo del equipo del púerto ante los Freseros del Irapuato.
Es considerado ídolo del equipo de fútbol Tiburones Rojos de Veracruz, después del mítico Luis De la Fuente y Hoyos, el Pirata y de Jorge Comas.

## Biografía
Tras jugar en el Fluminense FC de Brasil, recaló en el Tiburones Rojos de Veracruz de la mano de Pepe Lajud Kuri, quien fuera dueño del club en aquel entonces. Tenía 22 años cuando llegó a México, junto con sus compatriotas Mariano Ubiracy, centro delantero y Marcio, defensa central, llegando un año después Waldir Pereyra "Didí", y obteniendo el Subcampeonato de la Primera División en la temporada 1965-1966. Permaneció en el club durante diez temporadas, llegando a marcar 66 goles con el equipo, convirtiéndose así en el quinto máximo goleador de la historia del club hasta la fecha. Finalmente en 1975 se retiró como futbolista, siempre defendiendo los colores de los Tiburones Rojos, pero no se alejó de los terrenos de juego, dirigiendo a los "Azucareros" de Córdoba, de la Segunda División, y posteriormente tres años después el club que le vio retirarse, le contrató como entrenador del primer equipo por un año. Durante la década de los años 80s tuvo un programa de radio en la estación XEQT, "La Pantera", en donde se presentaba música brasileña con comentarios relacionados con los intérpretes presentados, programa que se canceló en 1986, por cambio de dueño y rubro de la estación de radio. En la temporada 1990-1991 volvió a ejercer el mismo cargo como entrenador, y retirándose finalmente. Años después se convirtió en comentarista deportivo en un programa de la televisión local, que se transmitía de lunes a viernes a las 21:30 horas hasta el momento en que enfermó.

## Fallecimiento
En 2009 sufrió un derrame cerebral, aunque logró recuperarse bastante bien, dado que no hubo secuelas neurológicas. En abril de 2014 volvió a recaer, entrando en coma y falleciendo finalmente el 25 de abril de 2014 en Veracruz a los 71 años de edad. Su cuerpo fue cremado según informó su hijo a los medios de comunicación del puerto.

## Homenaje
El 26 de abril de 2014, en el inicio del partido disputado en el estadio Luis "Pirata" Fuente, entre los Tiburones Rojos de Veracruz y los Guerreros del Santos-Laguna, se rindió un minuto de aplausos en homenaje a este jugador, ya que en México, para honrar a héroes deportivos, no se usa el minuto de silencio, sino un minuto de aplausos.

## Clubes

### Como futbolista
| Club                        | País   | Año       |
| --------------------------- | ------ | --------- |
| Fluminense FC               | Brasil | 1963-1965 |
| Tiburones Rojos de Veracruz | México | 1965-1975 |

### Como entrenador
| Club                        | País   | Año       |
| --------------------------- | ------ | --------- |
| Tiburones Rojos de Veracruz | México | 1978-1979 |
| Tiburones Rojos de Veracruz | México | 1990-1991 |